# SET-65
SET-65は、ソビエト連邦で開発された長魚雷。対潜兵器としての性格が強い誘導式電池魚雷である。

## 来歴
ソビエト連邦では1930年代末より誘導魚雷の開発に着手していたものの、当初用いていた蒸気式魚雷では蒸気機関の雑音が大きすぎて目標の音を捉えられず、1941年の大祖国戦争の勃発とともに計画は棚上げされた。しかし1944年に撃沈後に再浮揚・鹵獲したドイツ海軍のUボートVII型 (U-250) から電動式の誘導魚雷であるT-V型を回収したことで、開発が再開されることになった。
まずはT-V型の技術を導入した誘導装置に国産のエンジンや弾頭などを組み合わせて、対艦兵器としてのSAET（自動誘導音響電動式）型が開発されて、1950年にSAET-50型としてソ連海軍に引き渡された。一方、海軍当局は、大戦の教訓から、魚雷について対艦兵器だけでなく対潜兵器としての側面も重視しており、50年代前半からはSAET-50型をベースとした対潜魚雷の開発も着手された。まず1958年にSET（自動誘導電動式魚雷）-53型が海軍に引き渡されたものの、静粛性が高い潜水艦には効果がないことが認識され、1962年にはパッシブ・ソナーに加えてアクティブ・ソナーによる誘導にも対応したSET-40が海軍に引き渡された。
これに続き、静粛性や運動性、潜航深度が向上した西側諸国の原子力潜水艦に対抗するために開発されたのが本魚雷であり、1965年に就役した。

## 設計
533mm口径の対潜水艦用魚雷で、発射母体は水上艦または潜水艦である。アメリカ合衆国の海軍史家であるノーマン・フリードマンは「ソ連初の本格的な対潜魚雷」と評している。またソ連で初めての音響ホーミング式魚雷だとする資料もある。
誘導方式はアクティブ/パッシブと航跡誘導で、バッテリーには銀亜鉛電池を使用した。速力は目標捜索モードの場合24ノット、攻撃モードの場合は40ノットである。
メーカーでは、本魚雷は信頼性が高く、発射管装填状態、貯蔵状態のいずれでも整備を要さないとしている。貯蔵・移動時には窒素を充填したコンテナに密封格納される。
水上艦の発射管に装填する際は、同口径の53-65型のような対艦魚雷と混載されることもあった。クレスタI型巡洋艦の発射管の場合、魚雷使用時にはシーステート5、艦速40ノット以下という制限があった。